# Oxyopes allectus
Oxyopes allectus là một loài nhện trong họ Oxyopidae.
Loài này thuộc chi Oxyopes. Oxyopes allectus được Eugène Simon miêu tả năm 1910.